# Saint-Pierre-d'Entremont (Orne)
Saint-Pierre-d'Entremont è un comune francese di 723 abitanti situato nel dipartimento dell'Orne nella regione della Normandia.

## Società

### Evoluzione demografica
Abitanti censiti